# Gamochaeta
Gamochaeta là một chi thực vật có hoa trong họ Cúc (Asteraceae).

## Loài
Chi Gamochaeta gồm các loài:
- Gamochaeta aliena – Chile
- Gamochaeta alpina – south Argentina, Chile
- Gamochaeta ambatensis – Catamarca
- Gamochaeta americana – lechuguilla, palomita, American everlasting – South America, Mesoamerica, West Indies
- Gamochaeta andina – Chile
- Gamochaeta antarctica – Antarctic cudweed – Tierra del Fuego, Falkland Islands
- Gamochaeta antillana – southeastern US
- Gamochaeta argentina – Rio Grande do Sul, Uruguay, northeastern Argentina
- Gamochaeta argyrinea – silvery cudweed – California, southeastern United States
- Gamochaeta axillaris – Chile
- Gamochaeta badillana – Venezuela
- Gamochaeta beckii[12] – Bolivia
- Gamochaeta berteroana – Chile
- Gamochaeta boliviensis – Bolivia
- Gamochaeta calviceps – southeastern US
- Gamochaeta camaquaensis – Rio Grande do Sul
- Gamochaeta chamissonis  – Chile, Argentina, Juan Fernández Islands
- Gamochaeta chilensis – Chile
- Gamochaeta chionesthes – white-cloaked cudweed – southeastern United States
- Gamochaeta coarctata – South America
- Gamochaeta depilata – Neuquén, Chile
- Gamochaeta deserticola – Tarapaca, Salta, Jujuy
- Gamochaeta diffusa – Neuquén, Chile
- Gamochaeta erecta – Rio Grande do Sul
- Gamochaeta girardiana – Rio Grande do Sul
- Gamochaeta grazielae – Rio de Janeiro
- Gamochaeta hiemalis – Southern Brazil
- Gamochaeta humilis – Antofagasta, Peru, Bolivia
- Gamochaeta irazuensis – Costa Rica
- Gamochaeta longipedicellata – Jujuy
- Gamochaeta lulioana – Peru, Bolivia
- Gamochaeta malvinensis – Tierra del Fuego, Falkland Islands
- Gamochaeta meridensis – Venezuela
- Gamochaeta monticola – Neuquén, Chile, Bolivia
- Gamochaeta neuquensis – Neuquén, Rio Negro, central + southern Chile
- Gamochaeta nigrevestis – southeastern Brazil
- Gamochaeta nivalis – Chile, Argentina
- Gamochaeta oligantha – Santiago, Valparaíso
- Gamochaeta oreophila – Peru
- Gamochaeta pensylvanica – Mesoamerica
- Gamochaeta platensis – Uruguay, northeastern Argentina, southern Brazil
- Gamochaeta polybotrya – Chile, Argentina
- Gamochaeta procumbens – central Chile
- Gamochaeta purpurea – North America
- Gamochaeta rizzinii – Rio de Janeiro, Rio Grande do Sul
- Gamochaeta rosacea – Durango, San Luis Potosi
- Gamochaeta serpyllifolia – Chile, Argentina
- Gamochaeta simplicicaulis – simple-stem cudweed – South America; naturalized in New Zealand + southeastern United States
- Gamochaeta sphacelata – South America, Mexico, Texas
- Gamochaeta spiciformis – Chile, Argentina
- Gamochaeta stachydifolia – Brazil, Argentina, Chile, Uruguay, Juan Fernández Islands
- Gamochaeta stagnalis – desert cudweed – Mexico, Guatemala, United States (California Arizona New Mexico)
- Gamochaeta suffruticosa – Coquimbo
- Gamochaeta thouarsii – Tristan da Cunha
- Gamochaeta ustulata – Pacific Coast of US + Canada
- Gamochaeta valparadisea – Valparaíso
- Gamochaeta villarroelii – Santiago